# Þursaflokkurinn
Þursaflokkurinn est un groupe de rock progressif islandais. Il compte six albums (dont un live) entre 1978 et 2008. Þursaflokkurinn mélange le rock progressif, le jazz-rock, la musique folk islandaise et le rock psychédélique.

## Biographie
Depuis sa fondation le groupe comportait le chanteur Égill Ólafsson (chant, piano électrique, guitare acoustique), le bassoniste Rúnar Vilbergsson, le batteur Ásgeir Óskarsson, le guitariste Þórður Arnason et le bassiste Tómas Magnus Tómasson. Cette formation produit le premier album du groupe dont les influences sont principalement la traditionnelle musique folk islandaise, par exemple dans la marche d'enterrement de sept minutes Grafskript qui est principalement joué par l'harmonium, les timbales et le chant du Égill Ólafsson. Ce style musical est très bien reçu ; plusieurs des albums se sont classés au hit-parade et dans les journaux islandais. Pour les sessions du deuxième album, Þursabit, Þursaflokkurinn engage le joueur d'orgue Hammond Karl Sighvattson. Par conséquent l'orgue prédomine dans la musique, et la fait ressembler au rock psychédélique et à l'école de Canterbury des années 1960 et 1970.
L'album live qui suit, Á hljómleikum, est publié en 1980 ; il est beaucoup plus proche de la musique jazz. Les pièces sont plus longues, mais on y retrouve aussi une chanson punk qui anticipe sur le prochain album Gæti eins verið... (1982) avec des influences new wave. Après avoir enregistré quelques chansons pour un prochain album le groupe s'est dispersé, se réunissant cependant à quelques occasions dans les années 1990 et 2000, par exemple pour le mémorial de Karl Sighvattson, le joueur d'orgue dans le groupe, qui décède en 1991.
Depuis février 2008, pour son 30e anniversaire, le groupe fait une tournée en Islande avec l'orchestre Capút. Pour cette raison Þursaflokkurinn a republié tous ses CD et un CD de matériel inédit (Okomin forneskjan ...) dans un coffret noir. Dans les derniers jours de novembre 2008 un autre album live (un DVD et un CD) avec un concert filmé en février 2008, esté publié sous le titre Hinn íslenski Þursaflokkur og Caput,.

## Discographie
- 1978 : Hinn íslenzki Þursaflokkur
- 1979 : Þursabit
- 1980 : Á hljómleikum
- 1982 : Gæti eins verið...
- 2000 : Nútíminn - Bestu lög Þursaflokksins 1978-1982 (best of) (comporte Ókomin forneskjan en bonus avec matériel inédit)
- 2008 : Hinn íslenski Þursaflokkur og Caput